# André Hennicke
André Hennicke (Breitenbrunn/Erzgebirge, 21 settembre 1958) è un attore tedesco.

## Filmografia parziale

### Cinema
- La caduta - Gli ultimi giorni di Hitler (Der Untergang), regia di Oliver Hirschbiegel (2004)
- La Rosa Bianca - Sophie Scholl (Sophie Scholl - Die letzten Tage), regia di Marc Rothemund (2005)
- Der freie Wille, regia di Matthias Glasner (2006)
- In memoria di me, regia di Saverio Costanzo (2007)
- Un'altra giovinezza (Youth Without Youth), regia di Francis Ford Coppola (2007)
- Jerichow, regia di Christian Petzold (2008)
- Pandorum - L'universo parallelo (Pandorum), regia di Christian Alvart (2009)
- L'albanese (Der Albaner), regia di Johannes Naber (2010)
- Reported Missing (Die Vermissten), regia di Jan Speckenbach (2012)
- Le meraviglie, regia di Alice Rohrwacher (2014)
- Victoria, regia di Sebastian Schipper (2015)
- Ötzi - L'ultimo cacciatore, regia di Felix Randau (2017)
- Narciso e Boccadoro (Narziss und Goldmund), regia di Stefan Ruzowitzky (2020)

### Televisione
- Un caso per due – serie TV, episodi 14x07-21x08-31x04 (1994-2011)
- Tatort – serie TV, 11 episodi (1995-2019)
- Speer e Hitler (Speer und Er) - miniserie TV (2004)
- Impatto dal cielo (Impact), regia Mike Rohl - miniserie TV (2009)
- Factor 8: Pericolo ad alta quota (Faktor 8 – Der Tag ist gekommen), regia di Rainer Matsutani - film TV (2009)
- Il commissario Schumann (Der Kriminalist) – serie TV, episodi 3x08-5x05-12x10 (2009-2017)
- Ein Fall für zwei – serie TV, episodio 7x02 (2021)
- Das Boot – serie TV, 4 episodi (2022)